# Sint-Pauluskerk (Sittard)
De Sint-Pauluskerk is de parochiekerk voor de Sittardse wijk Limbrichterveld, gelegen aan Whitestraat 12.

## Geschiedenis
Reeds in 1950 wilde men een rectoraat stichten in de groeiende wijk Limbrichterveld. Pas in 1966 kwam er een noodkerk, waarin de zielzorg werd zou worden verricht door de paters Missionarissen van het Heilig Hart uit de naburige wijk Overhoven. In 1975 werd deze tot parochiekerk verheven.
Een definitieve kerk werd ingezegend in 1986. Architect was H.J. Palmen. Het is een bakstenen gebouw, en ook in het interieur vindt men schoon metselwerk. Het is een halfronde zaalkerk met aan de koorzijde een dakruiter, waardoor licht naar binnen valt en waarin zich ook klokken bevinden.
Het orgel is in 2003 geplaatst en werd in 1955 door de Duitse firma Schube vervaardigd voor een evangelische kerk te Wuppertal.